# Крум Манов
Крум Димитров Манов е български прокурор във Военно-апелативния съд, генерал-майор.

## Биография
Роден е на 17 август 1965 г. в София. През 1991 г. постъпва на работа като военен следовател. От 2004 г. е административен ръководител (началник) на Военно-апелативната прокуратура. На 4 май 2005 г. е удостоен с висше военно звание бригаден генерал. На 21 април 2008 г. е удостоен с висше военно звание генерал-майор. Остава на поста си до 19 март 2015 г. Към 2020 г. е говорител на Военно-апелативна прокуратура.

## Военни звания
- Бригаден генерал (4 май 2005)
- Генерал-майор (21 април 2008)